# Junkers Ju 388
El Junkers Ju 388 Störtebeker era un avió polivalent de la Luftwaffe durant la Segona Guerra Mundial basat en la cèl·lula aeronàutica del Ju 88 i la seva evolució, el Jukers Ju 188
Es diferenciava dels seus predecessors en estar destinat a operacions a gran altitud, amb característiques de disseny com una cabina pressuritzada per a la seva tripulació. El Ju 388 es va introduir molt tard a la guerra, i els problemes de producció juntament amb el deteriorament de les condicions de producció aeronàutica durant la guerra van fer que se'n construïssin molt pocs.

## Antecedents
L'aparició del bombarder americà Boeing B-29 Superfortress, el 1942, va preocupar seriosament al RLM. Fruit d'una campanya de desinformació amb la presentació del prototip YB-B29 "Hobo Queen" al Regne Unit i la difusió de les seves suposades característiques per mitjà fulls volants de propaganda, a principis de 1944, la Luftwaffe es va adonar que no tenia cap interceptor que pogués atacar-lo efectivament, ja que li atribuïa un sostre de vol d'entre 8.000-10.000 m i que només les poques unitats del canó antiaeri FlaK 40 de 12,8 cm  amb un abast de 14.000 metres podria atacar-lo.
Per contrarestar el B-29, la Luftwaffe necessitaria d'aeronaus amb un rendiment molt elevat a altituds extremes. El Junkers Ju 88 ja s'havia modificat per a ús en gran alçada amb els models S i T, però aquests no tenien el rendiment necessari. Es van dissenyar modificacions similars per al vol a gran alçada pel Junkers Ju 188 en les versions J, K i L modificant la cabina i fent servir menys panells de vidre i afegint sistemes de desgel per a les ales i el timó de profunditat que li permetessin llargs vols a gran altitud. Aquestes versions es van seleccionar per construir un nou avió i es va reanomenar Junkers Ju 388.

## Disseny
El Ju 388 s'havia de construir en les tres sèries principals, J com a interceptor/caça nocturn, K com a bombarder d'alçada i L com a avió de reconeixement d'alçada. Per a cadascuna d'aquestes sèries hi havia tres subgrups (–1, –2 i –3), que diferien en la seva motorització. Per a la primera sub-sèrie, el BMW 801J era l'únic motor radial disponible immediatament que, en contrast amb el 801 normal, disposava d'un turbocompresor i una potència més elevada. La segona havia d'estar equipada amb el motor Junkers Jumo 222 E/ F, d'alt rendiment, que hauria donat a les màquines un rendiment de vol notable en comparació amb els seus competidors aliats amb una velocitat màxima de poc més de 700 km /h a una alçada d'11.000 m. La tercera sèrie havia d'equipar-se amb el Junkers Jumo 213 E, que hauria tingut l'abast més gran de les tres sèries a causa del baix consum d'aquest motor.

### Ju 388 J
Aquesta sèrie, especialment equipada per a la caça a gran alçada, va ser dissenyada per combatre els bombarders, els caces nocturns enemics i els bombarders ràpids com el Mosquito. A diferència de la sèrie K i L, la sèrie J no tenia un cabina de visió completa, sinó una cabina que estava blindada frontalment i tenia panells de vidre a prova de bales escalfats elèctricament per als pilots i l'observador. Les diferències més marcades de les altres sèries Ju-388 concerneixen l'armament. Inicialment, disposava de sis MG 151/20 situades 3 a cada costat del fuselatge però aquest armament ofensiu no es va implementar en els prototips i en la sèrie prevista, però es van utilitzar dos MK 108 i dos MG 151/20 frontals la variant de caça nocturna, així com dos MK 108 com a Schräge Musik. Inicialment, estava pensat d'equipar-lo amb el radar d'abord FuG 220 "Lichtenstein" que posterior ment s'havia d'intercanviar pel nou radar en desenvolupament FuG 228. A finals de 1944, els preparatius per a la producció de sèries del Ju 388 J-1 estaven molt avançats, però només es van fer quatre prototips abans d'acabar-se la guerra.

### Ju 388 K
Aquest tipus, especialment equipat com a bombarder a gran alçada, estava destinat a entrar a les zones enemigues sense que els avions de caça regulars poguessin interceptar-los. En contrast amb la variant del caça nocturn, el Ju 388 K tenia una bodega de bombes sota el fuselatge, en la qual es podia portar una càrrega de bomba de 3000 kg. A més de dos prototips (V3 i V4), del Ju 388 K-1 també van construir-se algunes màquines de la sèrie, però a causa de la supressió de tots els programes bombarders dins de l'àmbit del Jägernotprogramm a la tardor de 1944 es van reconvertir a avions de reconeixement del tipus L-1.

### Ju 388 L
L'única versió construïda en una petita sèrie va ser el Ju 388 L, que es va equipar com a avió de reconeixement amb càmeres posades en fila. Exteriorment, era indistingible de la variant de bombardeig Ju 388 K, ja que també tenia la bodega de bombes del Ju 88 A-15. Les càmeres es van instal·lar sota el dipòsit de fuselatge a la zona de càrrega posterior de la bodega de bombes. Es podrien instal·lar tant verticalment com en un angle lateral de 10° a 30°. Es podia equipar amb dues càmeres RB 20/30, Rb 50/30 o Rb 75/30 per les operacions de dia i dues NRB 35/25, NRB 40/25 o NRB 50/25 per les operacions nocturnes.